# 트라도스 스튜디오
트라도스 스튜디오(Trados Studio)는 번역 프로젝트와 용어를 데스크톱 도구인 오프라인에서나 클라우드인 온라인에서 편집, 검토, 관리하기 위한 중앙 집중화된 완전한 번역 환경을 제공하는 컴퓨터 보조 번역 소프트웨어 도구이다. 트라도스 스튜디오는 프리랜서 번역가, 언어 서비스 제공자(LSP), 기업이 비용 절감을 유지하면서 효율성을 개선하고 프로세스를 간소화할 수 있게 하는 RWS 소유의 인텔리전트 번역 제품군인 트라도스 제품 포트폴리오의 일부이다.